# Непер (лунный кратер)
Кратер Непер (лат. Neper) — большой древний ударный кратер в области южного побережья Моря Краевого на видимой стороне Луны. Название присвоено в честь шотландского математика Джона Непера (1550—1617) и утверждено Международным астрономическим союзом в 1935 г. Образование кратера относится к нектарскому периоду.

## Описание кратера

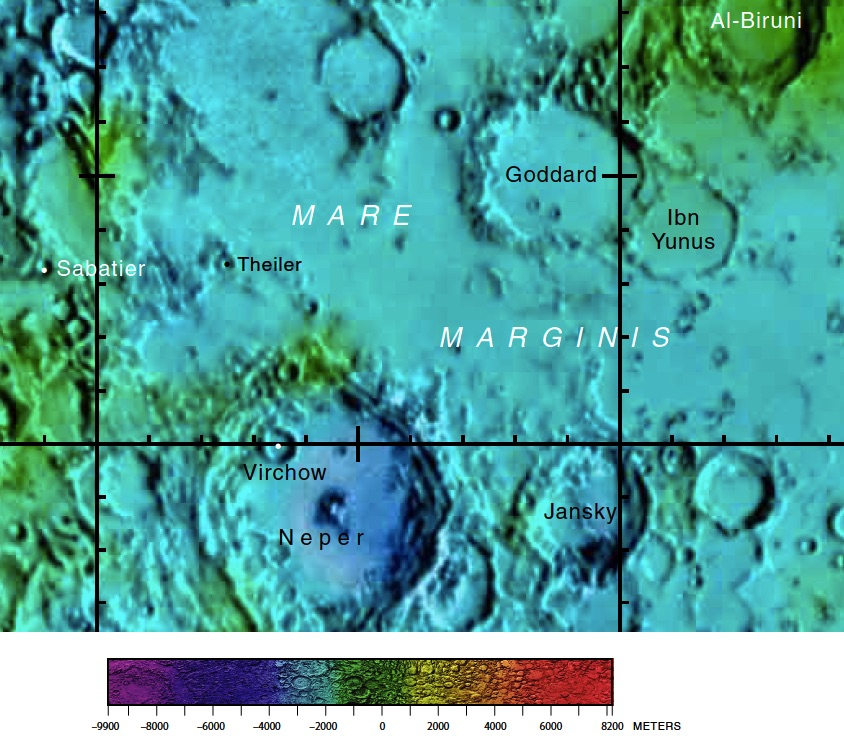
Окрестности кратера Непер. Фрагмент карты видимой стороны Луны.

Ближайшими соседями кратера являются кратер Сабатье на северо-западе; кратер Тейлер на севере-северо-западе; кратер Годдард на северо-востоке; кратер Янский на востоке; кратер Такини на юге и кратер Банахевич примыкающий к кратеру Непер на юго-западе. На юге от кратера Непер расположено Море Смита. Селенографические координаты центра кратера 8°46′ с. ш. 84°35′ в. д. / 8,76° с. ш. 84,58° в. д., диаметр 144,3 км, глубина 3970 м.
Кратер Непер имеет полигональную форму и значительно разрушен. Вал сглажен, в южной и северной оконечностях практически сравнялся с окружающей местностью. Внутренний склон вала террасовидной структуры. Высота вала над окружающей местностью достигает 1680 м, объем кратера составляет приблизительно 20500 км³. Дно чаши плоское, затоплено темной базальтовой лавой. В северо-западной части чаши расположен небольшой кратер Вирхов, в центре чаши находится массивный округлый центральный пик состоящий из анортозита (A), габбро-норито-троктолитового анортозита с содержанием плагиоклаза 85-90 % (GNTA1) и габбро-норито-троктолитового анортозита с содержанием плагиоклаза 80-85 % (GNTA2). и имеющий высоту 1000 м в южной и 2000 м в северной части.

## Сателлитные кратеры
| Непер | Координаты                                            | Диаметр, км |
| ----- | ----------------------------------------------------- | ----------- |
| D     | 9°16′ с. ш. 80°56′ в. д. / 9,27° с. ш. 80,94° в. д.   | 38,2        |
| H     | 10°25′ с. ш. 78°22′ в. д. / 10,41° с. ш. 78,36° в. д. | 10,3        |
| Q     | 8°05′ с. ш. 83°08′ в. д. / 8,09° с. ш. 83,14° в. д.   | 12,9        |

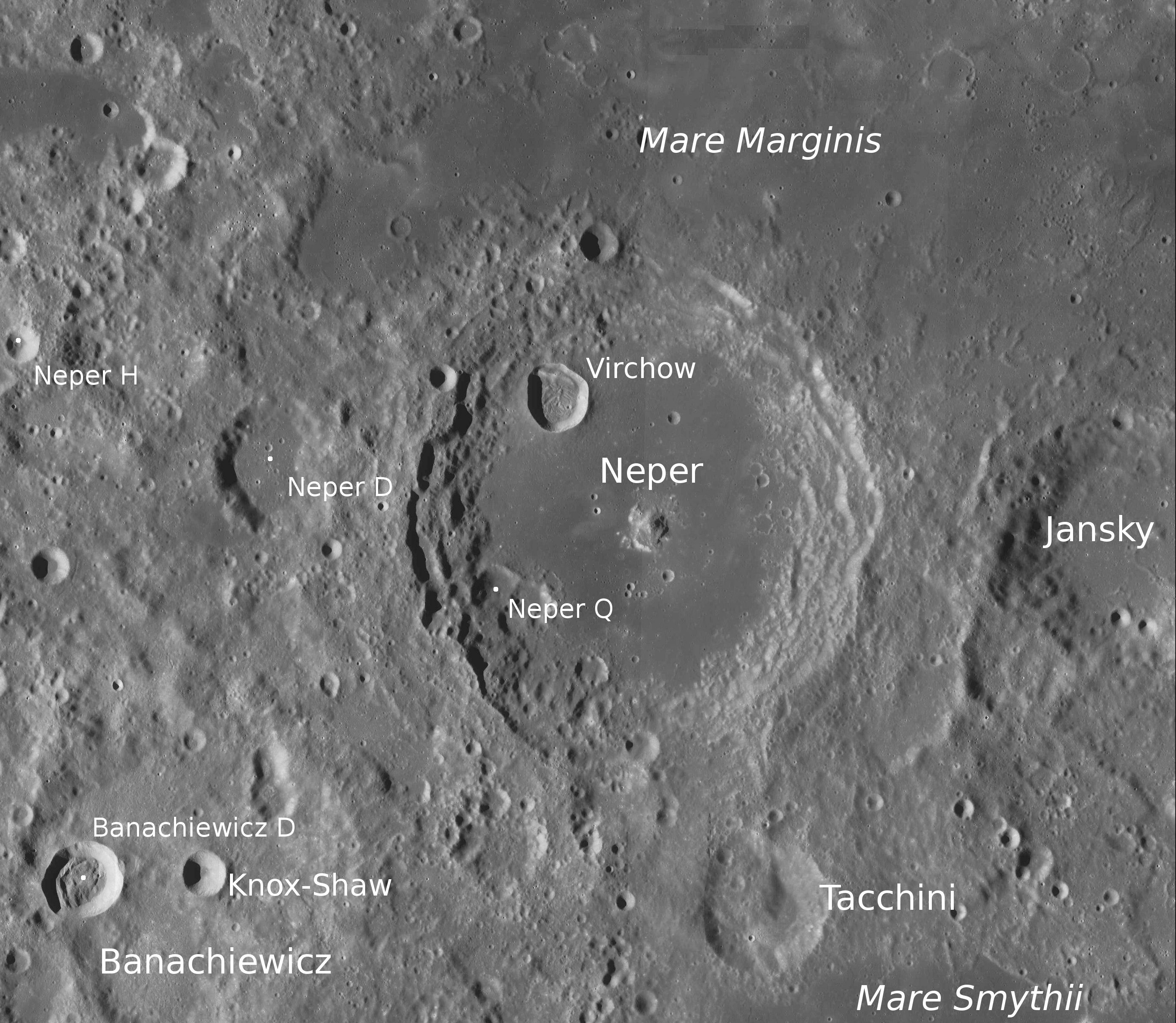
Снимок зонда Lunar Reconnaissance Orbiter.

- Сателлитный кратер Непер A в 1964 г. переименован Международным астрономическим союзом в кратер Дубяго.

- Сателлитный кратер Непер G в 1979 г. переименован Международным астрономическим союзом в кратер Вирхов.

## Галерея

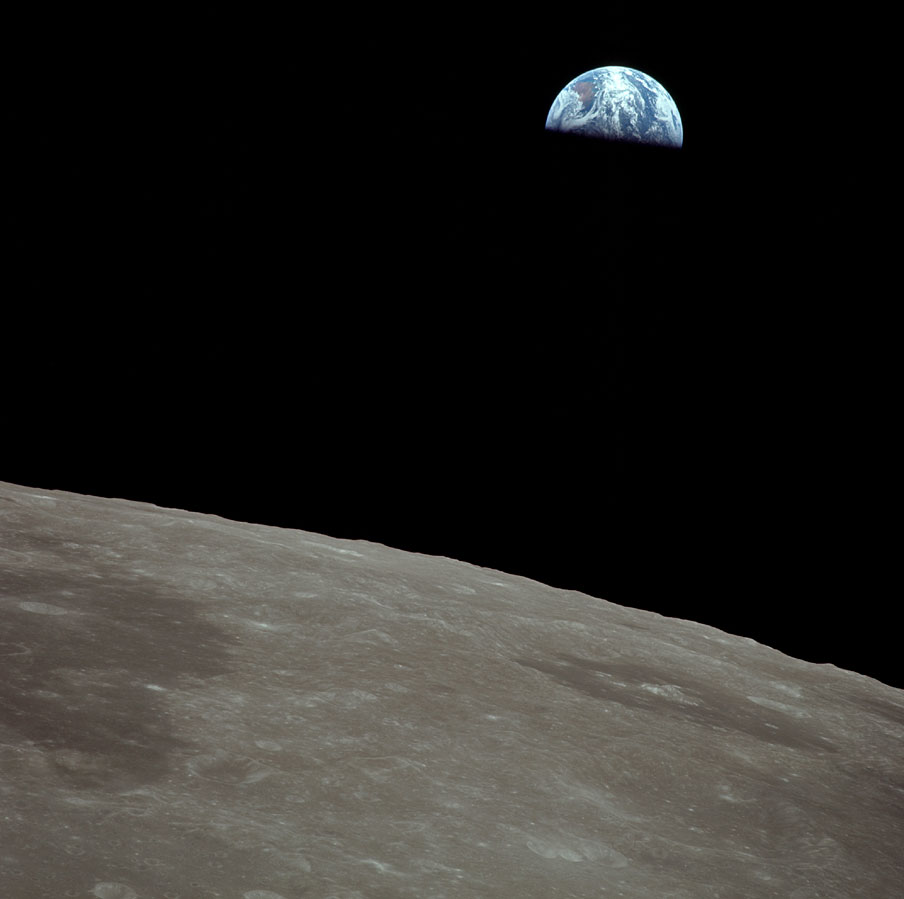
Море Смита (слева) и кратер Непер (справа) на снимке с борта Аполлона-11.

## См.также
- Список кратеров на Луне
- Лунный кратер
- Морфологический каталог кратеров Луны
- Планетная номенклатура
- Селенография
- Минералогия Луны
- Геология Луны
- Поздняя тяжёлая бомбардировка